# Nilgiritragus
Nilgiritragus é um gênero de mamíferos caprinos da subfamília Antilopinae, da família dos bovídeos. O tahr-nilgiri (Nilgiritragus hylocrius) é a única espécie do gênero.